# M4 Sherman
El M4 Sherman (en anglès, Medium Tank M4) va ser el tanc principal fabricat per Estats Units i utilitzat per al seu propi ús i el dels seus Aliats durant la Segona Guerra Mundial. La producció total del M4 Sherman va superar les 50.000 unitats i el seu xassís va servir com a base per a altres dissenys com caçacarros, vehicles de recuperació i artilleria autopropulsada. En el Regne Unit, els M4 van rebre el nom de Sherman pel General William T. Sherman de la Unió, seguint la pràctica britànica de nomenar els carros de combat nord-americans amb noms de generals de la Guerra Civil Nord-americana. Posteriorment, el nom va començar a ser utilitzat en els Estats Units. Després de la II Guerra Mundial, el M4 va entrar en combat en la Guerra de Corea. Altres països van continuar utilitzant el vehicle per a entrenament o en combat fins a finals del segle xx.

## Disseny

Secció transversal d'un M4 Sherman

El Departament d'Artilleria de l'Exèrcit dels Estats Units va dissenyar el M4 com un reemplaçament del M3 Lee. Les característiques detallades del disseny del M4 es van enviar pel Departament d'Artilleria el 31 d'agost de 1940, però el desenvolupament d'un prototip va ser retardat per a finalitzar el disseny final del M3 Lee i pogués entrar en producció en sèrie.
El 18 d'abril de 1941, les característiques finals del disseny per al nou tanc van ser aprovades en una conferència en Aberdeen Proving Grounds on van assistir representants de la Força Mecanitzada i el Departament d'Artilleria. L'objectiu era produir un tanc mitjà fiable i ràpid capaç de derrotar qualsevol altre tanc utilitzat per les nacions de l'Eix. El primer model experimental del M4 es va finalitzar el 2 de setembre de 1941. El M4 va entrar en producció al febrer de 1942.

## Producció
| M4 Sherman: selecció de models |                    |                                       |                              |
| Designació                     | Armament principal | Casc                                  | Motor                        |
| M4(105)                        | Obús 105 mm        | soldat                                | Continental R975 (gasolina)  |
| M4 Composite                   | 75 mm              | frontal fos laterals soldats          | Continental R975 (gasolina)  |
| M4A1(76)W                      | 76 mm              | fos                                   | Continental R975 (gasolina)  |
| M4A2                           | 75 mm              | soldat                                | GM 6046 2x6 (dièsel)         |
| M4A3W                          | 75 mm              | soldat                                | Ford GAA V8 (gasolina)       |
| M4A3I2 "Jumbo"                 | 75 mm (o 76 mm)    | soldat                                | Ford GAA V8 (gasolina)       |
| M4A3I8(76)W "Easy Eight"       | 76 mm              | soldat                                | Ford GAA V8 (gasolina)       |
| M4A4                           | 75 mm              | soldat allargat                       | Chrysler A57 5xL6 (gasolina) |
| M4A6                           | 75 mm              | frontal fos laterals soldats allargat | Caterpillar D200A dièsel     |

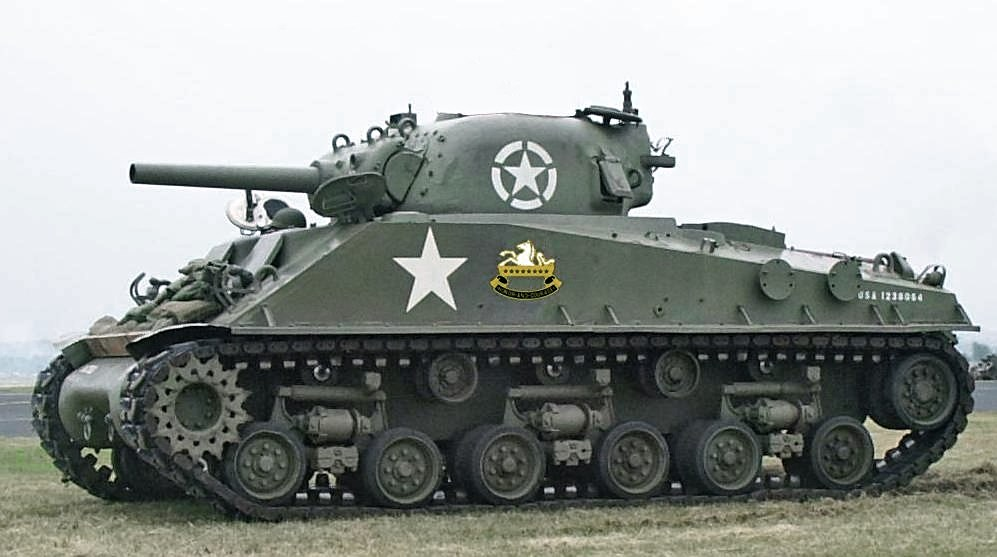
Una de les últimes versions del M4 Sherman.

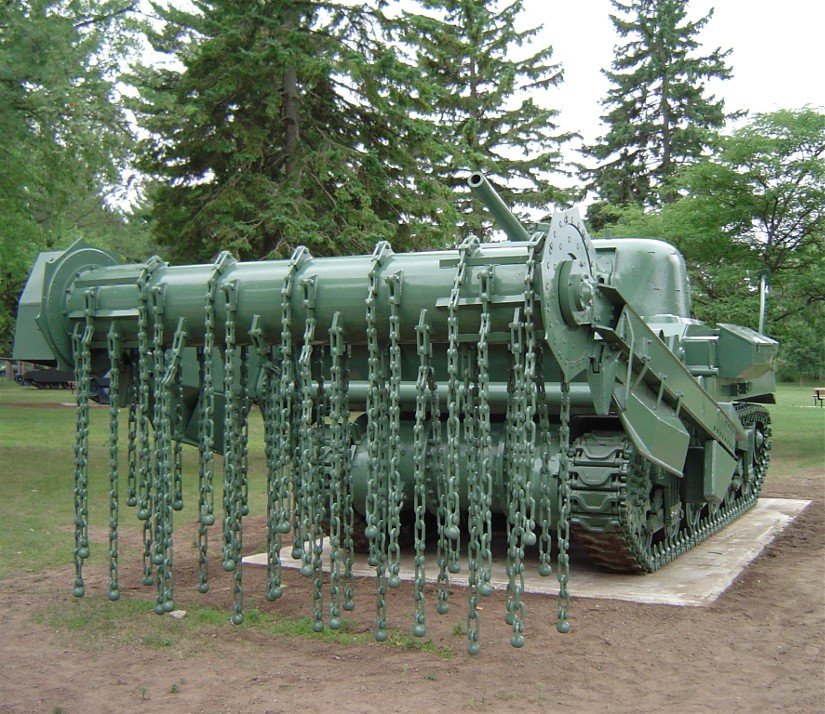
Sherman versió netejamines.

Durant la seva producció, l'Exèrcit dels Estats Units va fabricar set designacions principals del tanc: M4, M4A1, M4A2, M4A3, M4A4, M4A5 i M4A6, encara que no indiquen una millora lineal: el model A4 no significa que és millor que l'A3. En el seu lloc, aquestes designacions indicaven unes variants de producció estàndard, que eren, amb freqüència, fabricats en distints llocs.
La principal diferència entre les designacions era el motor que usaven, encara que el M4A1 es diferia del M4 pel seu casc de fosa en comptes del seu motor; el M4A4 tenia un motor més gran pel que necessitava un xassís major, un sistema de suspensió diferent i més blocs per a les cadenes d'eruga; el M4A5 era un substitut administratiu per a la producció canadenca; i el M4A6 també tenia un xassís allargat però només es van fabricar un centenar de vehicles. Només els models M4A2 i M4A6 eren dièsel, la majoria dels Sherman usaven motors de gasolina.
Durant la seva història, les millores constants en la seva forma, resistència i rendiment es realitzaven sense alterar el nom del model bàsic del tanc. Se'n van crear variants, com el M4 Composite, amb millor suspensió, emmagatzematge més segur de la munició i col·locació del blindatge. Com a nota, la nomenclatura utilitzada pels britànics es diferenciava de la usada pels Estats Units.
Els primers Sherman duien un canó de propòsit general i velocitat mitjana de 75 mm. Encara que el Departament d'Artillería va començar a treballar en el T20 com un substitut del Sherman, l'Exèrcit va decidir reduir les interrupcions en la producció incorporant els elements dels dissenys d'altres carros de combat en la producció del Sherman. Els models posteriors del M4A1, M4A2 i M4A3 duien una torreta T23 de major dimensió amb un canó de velocitat alta de 76 mm, que reduïa el seu rendiment amb munició d'alt explosiu i de fum, però millorava la seva capacitat anticarro. El Regne Unit va oferir el canó de 17 lliures (76,2 mm) que tenia millor penetració de blindatge que el nord-americà, però el Departament d'Artilleria que estava treballant en un canó de 90 mm va declinar l'oferta. Els M4 i M4A3 posteriors van ser fabricats amb un canó obús de 105 mm. La primera producció estàndard del Sherman de 76 mm va ser un M4A1 acceptada el gener de 1944 i per a l'obús de 105 va ser un M4 al febrer de 1944.
Entre juny i juliol de 1944, es va acceptar una producció limitada de 254 M4A3I2 Jumbo amb més blindatge i un canó de 75 mm en una torreta T-23 per a realitzar atacs a fortificacions. El M4A3 va ser el primer model a ser fabricat amb la nova suspensió HVSS i erugues més amples el que permetia una conducció més suau. Es van desenvolupar una gran quantitat d'elements per al Sherman, la majoria experimentals encara que alguns van entrar en combat, com la pala de bulldozer, el Sherman DD amfibi, el llançaflames R3 o el llançacoets T-34 Calliope.
El xassís del M4 Sherman va ser utilitzat com base per als distints models d'una força mecanitzada moderna, amb un total d'uns 50.000 tancs més milers de vehicles derivats, com els vehicles recuperació M32 i M74, els tractors d'artilleria M34 i M35, l'artilleria autopropulsada M7, M12 M40 i M43 i els caçatancs M10 i M36.
Com a part de l'Operació Fortitude per a atreure l'atenció alemanya al Pas de Calais en comptes de Normandia, es van fabricar Sherman inflables de plàstic i es van desplegar en els camps de Kent juntament amb peces d'artilleria de fusta. També es va crear una versió d'imitació del Sherman amb un dibuix en una planxa d'acer que es podia posar sobre un Jeep i simular un tanc en moviment.

## Historial d'operacions

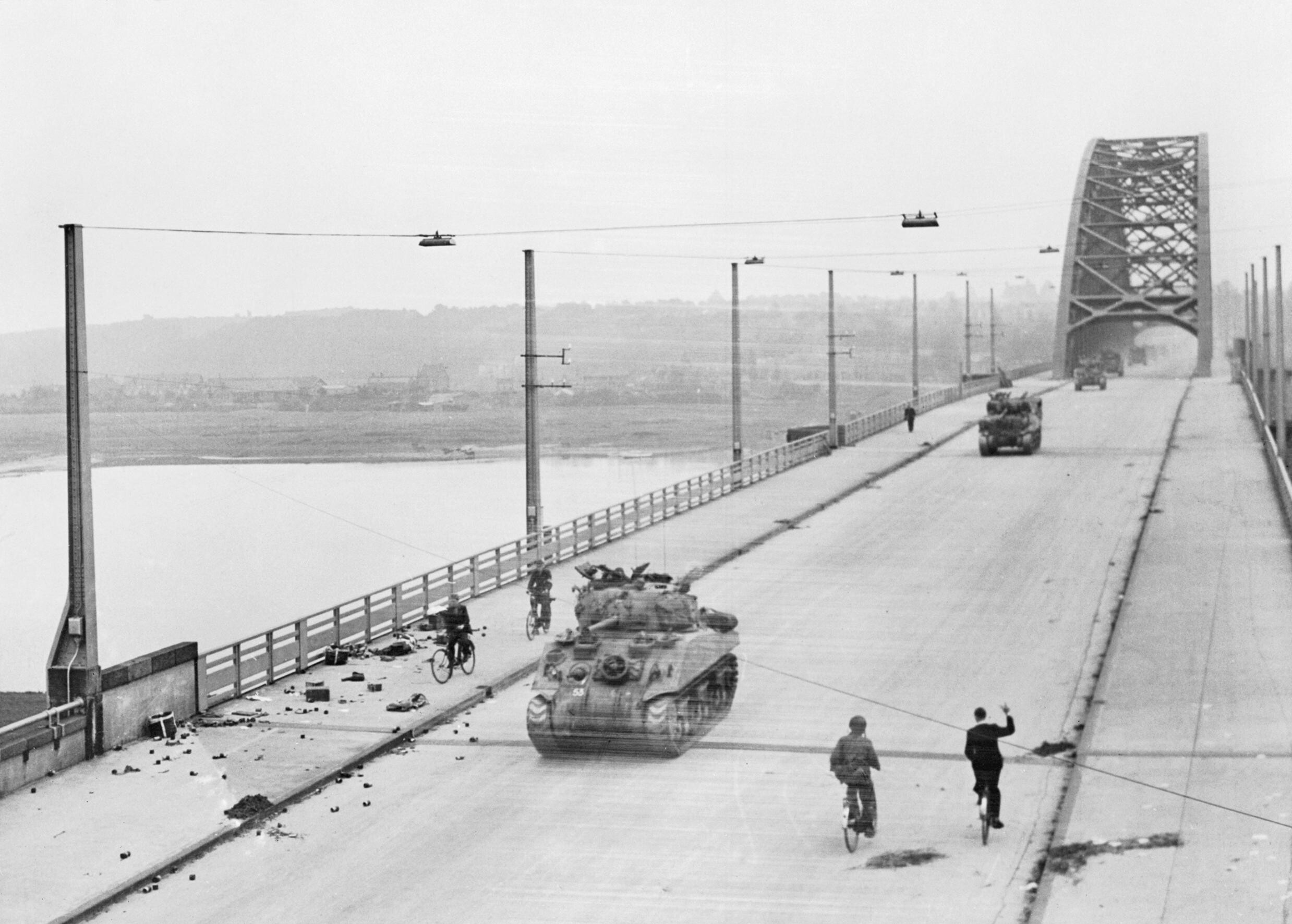
M4 Sherman durant el Horta

Durant la Segona Guerra Mundial, el M4 Sherman va servir amb l'Exèrcit dels Estats Units i el Cos de Marines dels Estats Units. A més es va enviar un gran quantitat d'aquests vehicles a les forces aliades del Regne Unit i la Commonwealth, la Unió Soviètica, la França lliure, el Govern de Polònia a l'exili, Brasil i Xina.
El Cos de Marines va utilitzar els models M4A2 de gasolina i M4A3 dièsel al Pacífic. El Cap de la Força Mecanitzada, el Tinent General Jacob Devers va ordenar no utilitzar els Sherman amb motor dièsel fora de la Zona d'Interior (ZI). L'Exèrcit va utilitzar totes les variants per a entrenament o proves però els models M4A2 i M4A4 eren usats principalment per a exportació en el programa Lend-Lease.
Els primers Sherman nord-americans que van entrar en combat van ser els M4A1 en l'Operació Torxa de novembre de 1942, poc després que ho fessin els M4A1 britànics a la Segona batalla de l'Alamein d'octubre de 1942. Els M4 i M4A1 van reemplaçar als M3 Lee en els batallons de blindats nord-americans durant les campanyes sobre el Nord d'Àfrica. El M4 i M4A1 van ser les variants principals fins a finals de 1944 quan es van començar a substituir pel M4A3 amb un motor més potent. No obstant això, els M4 i M4A1 van continuar en servei fins a final de la guerra.
Els Shermans Firefly, portadors del llegendari canó de 17 lliures, van ser un bé escàs, però temible. La potència del seu canó era comparable al dels millors canons alemanys, encara que era poc precís amb la munició Sabot i al disparar-se, un gran centelleig encegava a la tripulació i delatava la seva posició. Malgrat això, la gran eficàcia i potència del canó de 17 lliures va ser tot un alleugeriment per poder fer front a enemics com el Tiger I, que d'una altra forma no hauria estat possible.
El primer Sherman amb canó de 76 mm que va entrar en combat al juliol de 1944 va ser el M4A1, seguit del M4A3. En finalitzar la guerra, la meitat dels Sherman de l'Exèrcit dels Estats Units tenien un canó de 76 mm. El Sherman va romandre en servei durant la Guerra de Corea de 1950 a 1953, però l'Exèrcit els va substituir durant aquesta dècada per tancs M48 Patton.
A Xile els Sherman van tenir una destacada participació durant l'atac al Palau de la Moneda (palau presidencial), durant el cop d'estat de 1973 que va derrocar al govern marxista de Salvador Allende.

## Rendiment
Quan el M4 Sherman va entrar en combat en 1942, el seu canó M3 de 75 mm podia penetrar el blindatge dels tancs alemanys amb els quals es va enfrontar a Àfrica a distàncies de combat normals. No obstant això, després de la invasió de Normandia, es va comprovar que el canó de 75 mm era completament ineficaç contra la part frontal del Panther i Tiger I a distàncies normals. El canó de 75 mm s'havia quedat obsolet i en el teatre d'operacions europeu va demanar el lliurament del Sherman armat amb el canó M1 de 76 mm, a més d'altres tancs i caçatancs que utilitzessin el mateix canó.
L'augment de Panther al front occidental va fer que l'Exèrcit desplegués els Sherman amb el canó de 76 mm a Normandia al juliol de 1944. El canó de 76 mm tenia una potència de foc superior que la majoria dels vehicles alemanys, especialment respecte als Panzer IV i Sturmgeschütz III. No obstant això, la munició antiblindatge habitual només podia deixar fora de combat a un Panther a distàncies curtes o atacant pels flancs. A distàncies llargues, el Sherman no es podia enfrontar al canó de 75 mm del Panther, que podia penetrar amb facilitat el blindatge del Sherman. El mateix comandament nord-americà calculava que per a destruir un sol Tiger I feien falta una mitjana de 5 Shermans, dels quals només sobreviuria un, encara que aquesta teoria no era aplicada en la realitat, car per a derrotar a aquest tipus d'enemics altament armats es feien atacs pels flancs. Això va contribuir a les grans pèrdues de Sherman que hi va haver al Teatre d'Operacions Europeu, en el qual només es van aconseguir imposar gràcies a una esclafant superioritat numèrica.
El mite dels 5 Shermans per a abatre a un sol Tiger I es posa en dubte en el moment que comparem les penetracions d'un canó de 17 lliures com l'emprat pels Shermans Firefly. Segons proves en polígons de tir, el 17 lliures podia penetrar a un Tiger I frontalment a 1700m, pel que es desfà el mite al no ser correcte l'ocupació de 5 Shermans amb canons de 75 i 76mm contra enemics tan poderosos, sinó que s'empraven un altre tipus de tàctiques, car els Tiger I no anaven en batallons individuals, pel que els Shermans s'enfrontessin a un Batalló de 20 Tigers (el reglamentari), per a vèncer-los hagués fet falta atacar amb 100 Shermans, la qual cosa no era factible. De totes maneres, quan es parla del Tiger II també es fa referència a 5 Shermans, sabent que el seu blindatge i potència era bastant superior al del Tiger I.
A la Guerra del Pacífic, en els pocs enfrontaments entre tancs, el canó de 75 mm del Sherman era superior als japonesos, que generalment només disposaven de dissenys lleugers dels anys 1930. Encara que s'utilitzava el seu canó per a destruir fortificacions, també es van utilitzar Sherman armats amb llançaflames.

## Blindatge

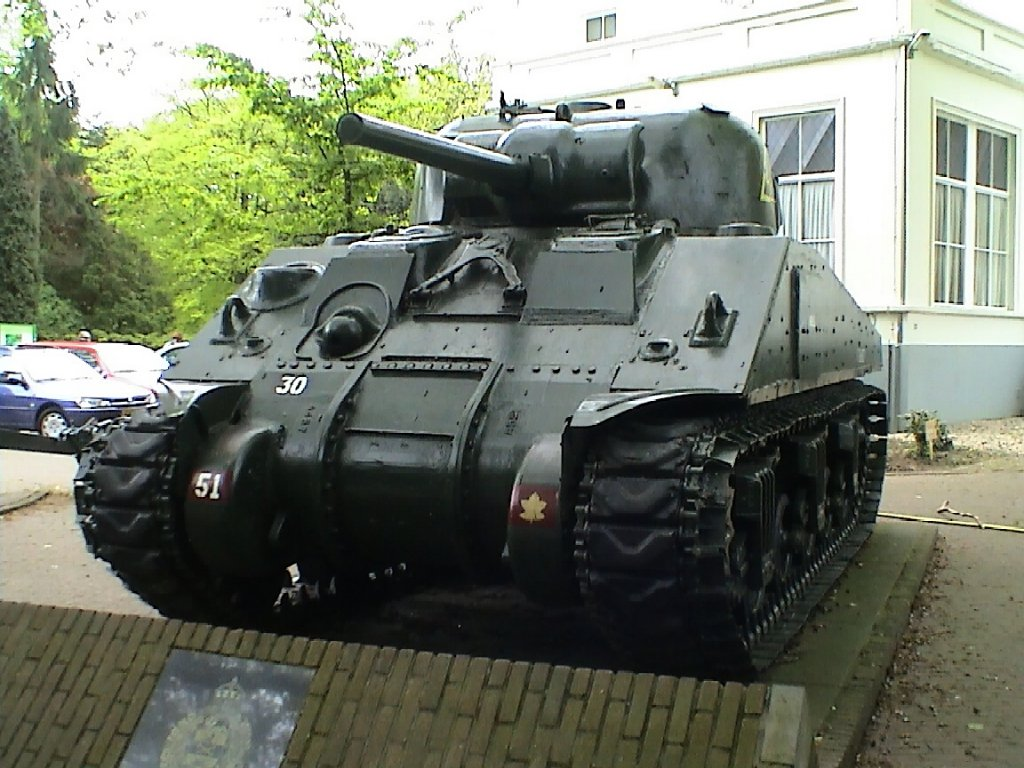
M4 Sherman d'un museu als Països Baixos.

El blindatge del M4 Sherman està distribuït més uniformement i és més gruixut als laterals que el del Panzer IV. El blindatge frontal del Sherman va ser dissenyat per resistir l'impacte d'un canó de 50 mm. No obstant això, el blindatge del Sherman, que era bo a començaments de la guerra, es va girar insuficient contra el canó KwK42 de 75 mm utilitzat pel Panzer V i el famós canó de 88 mm dels Tiger. El blindatge del Sherman tampoc era invulnerable contra el canó KwK40 de 75 mm que utilitzava els Panzer IV Ausf.G i J i diversos canons d'assalt com els Stugs, però com que el Sherman era usat amb superioritat numèrica i amb un canó capaç de fer-los front, li donava un avantatge contra la majoria de vehicles blindats alemanys.
Tot i així, el blindatge no era comparable al del Panther i posteriors, ja que eren molt més pesants, però tenien molts problemes mecànics a causa d'això, mentre que el Sherman era més lleuger i en no tenir tant de blindatge, estalviava pes i guanyava fiabilitat.
Una disposició poc previsora del dipòsit de municions i del de combustible feia que un impacte (fins i tot un de munició lleugera) rebut des de pràcticament qualsevol direcció incendiés el tanc sobtadament. Aquesta característica li va valer el sobrenom de "Tommycooker" (rostidor de tommys) o "Bola de Foc" per part dels alemanys i el de "Zippo" per part dels estatunidencs.
Per a la supervivència de la tripulació, el M4 disposava d'una escotilla en la part inferior del casc i, en el Pacífic, es va utilitzar de forma inversa: recuperant als ferits del camp de batalla. L'experiència en combat va demostrar que la torreta de tres homes amb un sola escotilla era inadequada per a poder sortir a temps, pel que posteriorment es va afegir una escotilla al costat de la del comandant. Els models posteriors van rebre torretes redissenyades per a millorar la sortida de la tripulació.
A les variants posteriors es va anar afegint més blindatge a la part frontal i el mantellet, a més de sistemes improvisats com sacs de sorra, eslavons de les erugues i fins i tot troncs. El model M4A3I2 Jumbo tenia major blindatge frontal que el Panther i Tiger, la intenció del qual era trencar la línia enemiga en la platja de Normandia, però va entrar en combat a l'agost de 1944.

## Mobilitat

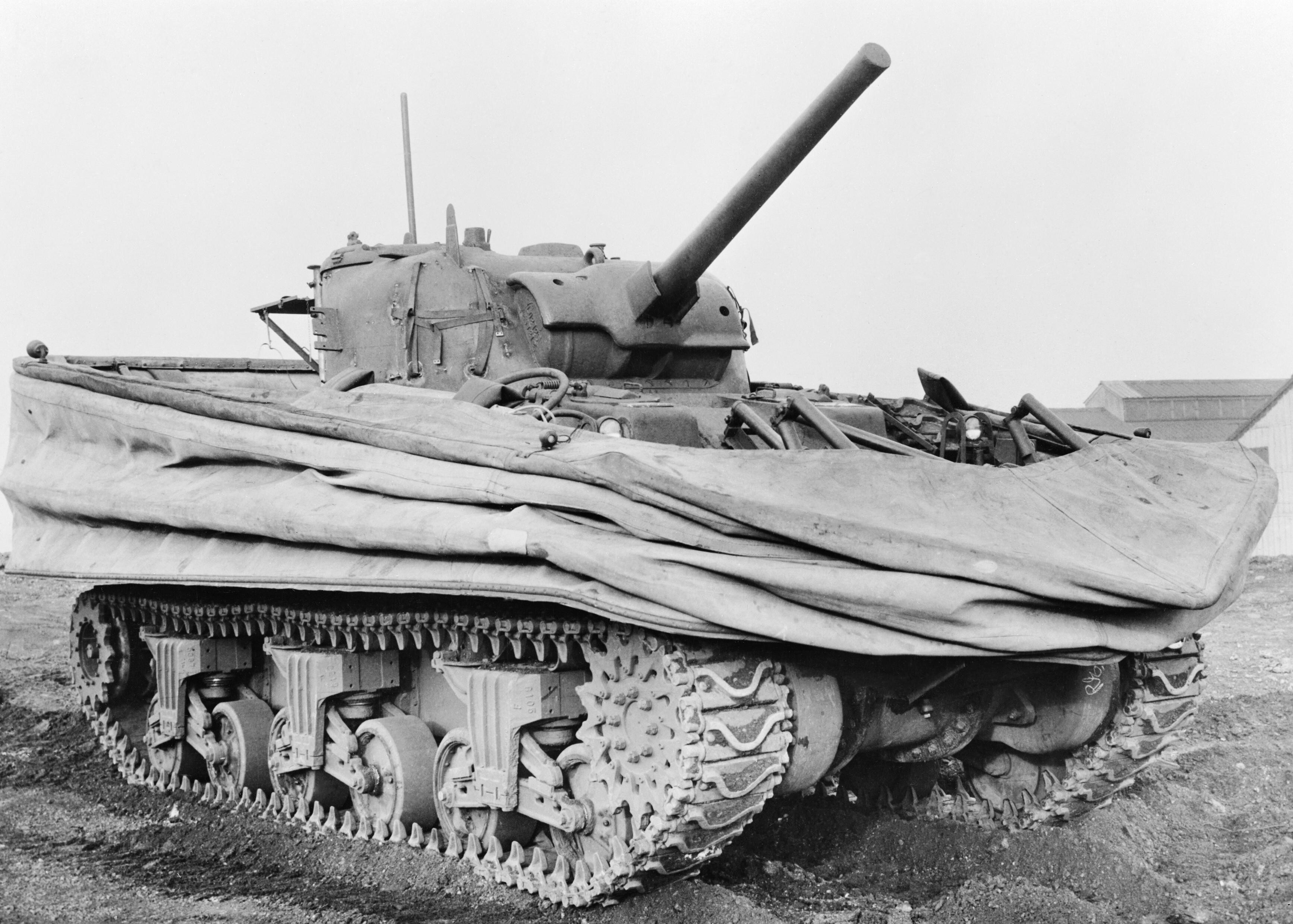
M4 Sherman DD amfibi

L'Exèrcit dels Estats Units va exigir que el Sherman no sobrepassés certes dimensions i pesos per a poder creuar ponts i viatges per carretera i camp per a tenir certa flexibilitat estratègica, industrial, logística i tàctica.
El Sherman tenia bona velocitat tant en carretera com en camp. El seu rendiment en camp variava. Al desert, les cadenes d'eruga de goma del Sherman funcionaven bé. Al terreny muntanyós d'Itàlia, el Sherman podia superar terrenys que els tancs alemanys no podia. No obstant això, en terrenys tous com neu o fang, les cadenes, relativament estretes, feien que el tanc s'enfonsés. Les experiències soviètiques van ser similars i van modificar l'ample per millorar l'adherència a la neu. En els camins gelats tendia a relliscar. Els models com el M4A3I8 i altres equipats amb suspensió HVSS van corregir aquest problema, però el seu nombre era baix comparat amb el total de M4 disponibles el 1945.

## Variants
- T-34 Calliope: amb dispositiu llançacoets.